# Владимир Йосифов
Владимир Йосифов Митрев е български революционер, деец на Вътрешната македоно-одринска революционна организация.

## Биография
Владимир Йосифов е роден през 1882 година в град Охрид, тогава в Османската империя. Неговите братя Наум и Илия Йосифови са революционери от ВМОРО. Владимир Йосифов е арестуван от сръбските власти през 1912 година и отново през 1913 година, когато участва в Охридско-Дебърското въстание. След трайното установяване на сръбските власти в Охрид е многократно бит и измъчван. Умира след побой на 20 юни 1934 година в родния си град.